# Edmond Servais
Edmond Servais (* 1910 in Jemeppe-sur-Sambre; † 1944 im KZ Dachau) war ein belgischer römisch-katholischer Geistlicher und Märtyrer.

## Leben
Edmond Servais besuchte Schulen in Dinant und Floreffe, studierte am Priesterseminar Namur und wurde 1933 zum Priester geweiht. Er wurde Vikar in Vedrin (heute Ortsteil von Namur). 1940 leistete er Kriegsdienst und kam vorübergehend in deutsche Gefangenschaft. Wegen Widerstandsaktivitäten wurde er am 17. August 1944 festgenommen und kam über das KZ Mauthausen im Winter 1944/1945 in das KZ Dachau. Dort starb er im Alter von 34 Jahren.

## Gedenken
In Vedrin (Namur) trägt der Platz Place Vicaire Edmond Servais seinen Namen.